# Théodore II (pape copte)
Pour les articles homonymes, voir Théodore II et Théodore II d'Alexandrie.
Théodore II, également orthographié Tawadros II (en arabe : تواضروس الثاني ; en copte : Ⲡⲁⲡⲁ Ⲁⲃⲃⲁ Ⲑⲉⲟ́ⲇⲱⲣⲟⲥ ⲡⲓⲙⲁϩ ⲃ̅' ; nom de naissance : Wagih Subhi Baqi Sulayman, en arabe : وجيه صبحى باقى سليمان), né le 4 novembre 1952 à Al Mansoura, est un religieux et ecclésiastique égyptien.
Il est le 118e primat — pape d'Alexandrie et patriarche de toute l'Afrique et du siège de saint Marc — de l'Église copte orthodoxe, successeur de saint Marc sur le trône papal d'Alexandrie depuis le 4 novembre 2012.

## Biographie

### Formation
Wagih Subhi Baqi Sulayman est né en 1952 à Al Mansoura, dans le delta du Nil où il vit jusqu'à l'âge de cinq ans. Son père est ingénieur et la famille déménage dans le sud à Sohag où Soleiman entame sa scolarité, puis enfin à Damanhur, dans le delta. Son père meurt en 1967.
Il obtient un diplôme en pharmacie de l'université d'Alexandrie en 1975 puis il bénéficie d'une bourse d'études de l'International Health Institute britannique dont il sort diplômé en 1985. Il dirige un temps une usine pharmaceutique à Damanhur et entame une formation religieuse au séminaire.

### Sacerdoce
Ayant obtenu une licence en théologie en 1983 au collège clérical du Caire, il entre au monastère Saint-Bishoy dans la région de Ouadi Natroun en juillet 1986 et devient moine en juillet 1988 avant d'en prendre la direction sous le nom de Théodore (ou Tawodros). Il devient hiéromoine le 23 décembre 1989.
Fort versé dans les questions de théologie, il est nommé évêque le 15 juin 1997 et lorsque le pape Chenouda III décide d'en faire son évêque général, l'évêque Pachomeus demande qu’il serve comme évêque associé du district de Beheira.
Auteur de plusieurs ouvrages sur la foi et d'exégèse, il est connu pour avoir, au cours des années 1990, mis en place des réunions de prière pour des groupes spécifiques de sa communauté comme les familles ou les jeunes travailleurs, qui ont rencontré un certain succès dans l'Église nationale.

## Primat de l'Église copte
Lors du processus de succession de Chénouda III, il est retenu le 29 octobre 2012 avec deux autres candidats lors d'un vote à bulletin secret par un collège de près de 2 500 personnalités coptes, religieuses et laïques.
Le dimanche 4 novembre 2012, au cours d'une cérémonie religieuse dans la cathédrale Saint-Marc du Caire, il est choisi comme nouveau patriarche de l’Église copte orthodoxe d’Égypte par tirage au sort, le jour même de son anniversaire.
Il prend ainsi la tête de la minorité copte égyptienne inquiète de la montée de l'islamisme dans le pays qui a porté au pouvoir en juin 2012 un président issu des Frères musulmans, Mohamed Morsi. Proche de l'archevêque Pachomeus de Beheira — qui assure l'intérim du patriarcat — avec lequel il est en relation depuis qu'il est étudiant, Tawadros II est réputé privilégier la mission pastorale de l'Église à l'implication politique.
Tawadros II est intronisé « pape d'Alexandrie, patriarche de toute l'Afrique et du siège de saint Marc » le 18 novembre 2012 au terme d'une cérémonie organisée à la cathédrale du Caire, en présence du Premier ministre égyptien, Hicham Qandil, mais en l'absence du président de la République.

### Prises de position
Tandis que le processus de rédaction d'une nouvelle constitution égyptienne est en cours, Tawadros II affirme dès avant son intronisation que l’Église copte d’Égypte s'opposerait à un texte qui ne s'adresserait pas à l'ensemble de la société égyptienne.
Le 10 mai 2013, avec une délégation d’évêques coptes, il est reçu au Vatican par le pape François,.
Tawadros II écrit en mai 2014 au pape François pour proposer de convenir d'une date unique de Pâques pour tous les chrétiens,.

## Distinctions
- Chevalier grand-croix d'honneur de l'ordre souverain de Malte[11] ;
- Médaille Grand Vermeil de la Ville de Paris (France ; 2019)[12] ;
- Grand cordon de l'ordre de Gloire et d'Honneur (it) (Patriarcat de Moscou, 2022)[13] ;
- Grand-croix de l'ordre de Saint Ignace d'Antioche (en) (Patriarcat de l'Église syriaque, 2024) ;
- Docteur honoris causa de l'université catholique Péter-Pázmány (2023)[14].